# یولیوس هیگینوس
گایوس یولیوس هیگینوس (به لاتین: Gaius Julius Hyginus)(۶۴ پیش از میلاد – ۱۷ میلادی) نویسندهٴ کثیرالتألیف رومی بود که در اسپانیا زاده شد، پس از ۲۸ ق م در روم برآمد و احتمالاً تا ۱۰ ق م هنوز زنده بود. تحت نام هیگینوس، احتمالاً دو مجموعه از یادداشت‌ها  وجود دارد که به اختصار رساله‌های او درباره اسطوره‌شناسی است. یکی مجموعه ای از داستان ها یا افسانه‌ها  (فَبولای Fabulae) و دیگری «نجوم شاعرانه».
وی دومین ناظر کتاب‌خانهٴ پالاتین بود که در ۲۸ ق م تأسیس شد. در میان آثار فراوانش باید ذکری کرد از:
1. فلاحت (در کتاب، پرورش نباتات و دربارهٔ تاک و انجیر که اندکی پس از سال ۳۷ نوشته شده است).
2. دربارهٴ زنبور، نخستین رسالهٴ لاتینی در زنبورداری که احتمالاً بخشی از کتاب اولی بوده است.
3. رساله‌ای در جغرافیای ایتالیا.
4. رساله‌ای در مقدمات نجوم که بیشتر به اساطیر مربوط به ۲۴ صورت فلکی پرداخته (بیشتر براساس کار آراتوس و اراتوستنس است).